# Christina von Dänemark

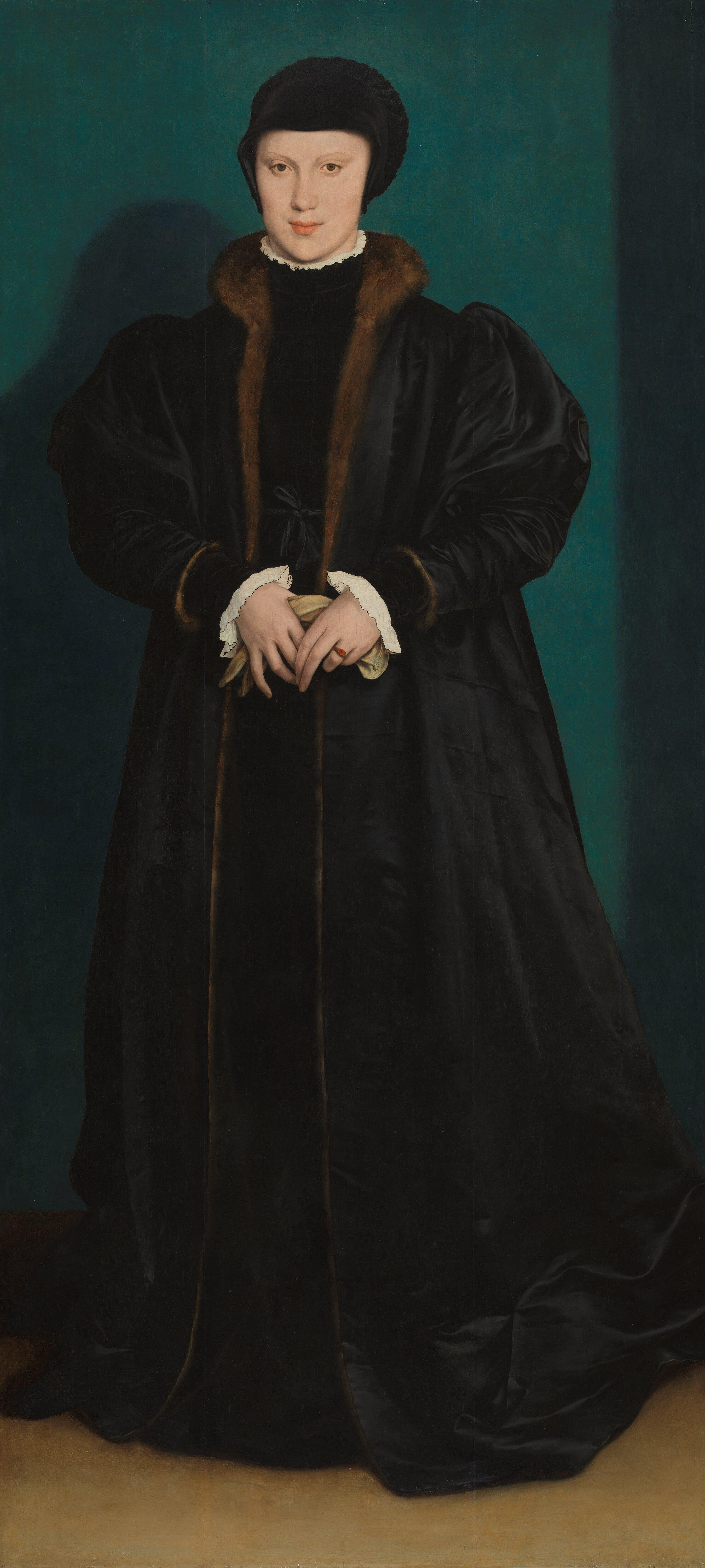
Porträt Christinas von Dänemark von Hans Holbein dem Jüngeren, 1538, National Gallery

Christina von Dänemark (* 1521 in Nyborg oder Kopenhagen; † 1590 in Alessandria oder Tortona) war eine dänische Prinzessin, die durch ihre erste Heirat von 1533 bis 1535 Herzogin von Mailand und durch ihre zweite Heirat in der Zeit von 1541 bis 1559 Herzogin von Lothringen war.

## Familie
Christina kam als jüngstes von sechs Kindern Christians II. von Dänemark und Isabellas von Österreich 1521 zur Welt. Als mögliche Geburtsorte kommen Nyborg und Kopenhagen infrage. Ihr genaues Geburtsdatum ist umstritten. Hierfür kommen der November 1521 und der 5. Dezember des gleichen Jahres in Betracht.
Durch ihre Mutter war sie eine Nichte des habsburgischen Kaisers Karl V. Diese Verwandtschaftsbeziehung sollte Christinas Lebenslauf maßgeblich beeinflussen, denn als Mitglied der Habsburger-Dynastie war sie als potentielle Ehefrau sehr begehrt. Ihr Onkel verheiratete sie zweimal aus rein politischen Interessen, um durch die daraus entstandenen Verbindungen mit europäischen Adelsfamilien seine Macht gegenüber Frankreich zu wahren.

## Leben

### Kindheit
Christina war zwei Jahre alt, als ihr Vater Christian II. 1523 als dänischer König abgesetzt wurde. Die gesamte Familie floh daraufhin nach Flandern und residierte anschließend in Lier. Nach dem Tod ihrer Mutter 1526 gab Christian II. seine Kinder in die Obhut ihrer Großtante Margarete von Österreich, Statthalterin der habsburgischen Niederlande. Er wollte versuchen, den dänischen Thron für sich zurückzugewinnen und reiste 1531 nach Skandinavien zurück. Christina sollte ihren Vater nie wieder sehen, denn er starb dort nach langjähriger Gefangenschaft, ohne je nach Flandern zurückgekehrt zu sein.

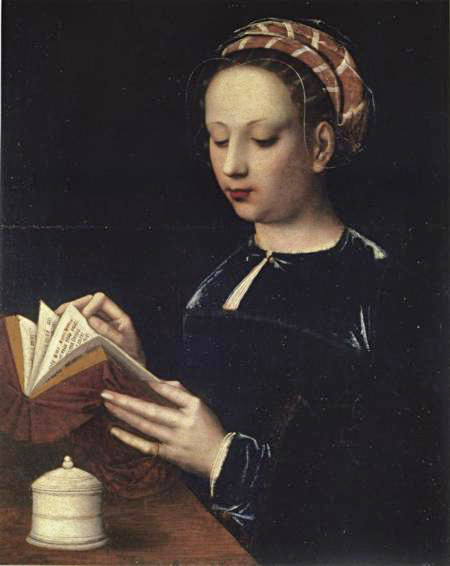
Christina von Dänemark als Herzogin von Mailand

Gemeinsam mit ihrem Bruder Johann und ihrer Schwester Dorothea erhielt Christina eine katholisch geprägte, umfassende Erziehung. Neben Französisch sprach sie Italienisch und Deutsch. Nach dem Tod Margaretes von Österreich 1530 sorgte Christinas Tante Maria von Österreich als neue Statthalterin der habsburgischen Niederlande für die weitere Erziehung der Kinder. Sie war bemüht, den Kindern ihrer verstorbenen Schwester eine möglichst unbeschwerte Kindheit zu ermöglichen. Die immer fröhliche Christina war eine ideale Jagdgefährtin ihrer Tante, die eine ausgezeichnete Reiterin war und schon im zarten Kindesalter perfekt wusste, wie man mit einem dressierten Falken erfolgreich der Jagd nachging.

### Erste Heirat
Als Christina gerade einmal elf Jahre alt war, wurde sie mit Francesco II. Sforza, dem Herzog von Mailand verheiratet. Maria, ihre Tante, versuchte mit Hinweis auf das kindliche Alter der Braut, ihren Bruder Karl V. von seinen Eheplänen für die Nichte abzubringen; jedoch vergeblich. Längst waren die Verhandlungen mit dem Herzog von Mailand aufgenommen worden, und dieser hatte den Grafen Stampa geschickt, der die Eheschließung besiegeln sollte. Die Hochzeit fand im August 1533 per procurationem in Brüssel statt, wo der Mailänder Gesandte Maria Massimiliano Stampa als Stellvertreter des Bräutigams fungierte.
Ein halbes Jahr nach der Trauung reiste Christina nach Mailand und wurde dort am 3. Mai 1534 von einer begeisterten Menge willkommen geheißen. Schon am nächsten Tag folgte die kirchliche Heirat im Dom von Mailand.
Der halbseitig gelähmte Francesco stellte sich als liebevoller und aufmerksamer Gesprächspartner heraus, der davon Abstand nahm, die Ehe mit dem Kind zu vollziehen. Er machte sie mit den bedeutendsten Künstlern seiner Zeit bekannt und verwöhnte sie mit köstlichen Speisen, prachtvollen Kleidern sowie Theatervorstellungen, die eigens für sie arrangiert wurden. Der kränkliche Herzog starb im Oktober 1535 und machte Christina mit nur 13 Jahren zur Witwe, ohne dass dem Paar Nachkommen geboren worden waren. Christina war von echter Trauer erfüllt, hatte sie sich doch längst an ihren kultivierten Ehemann und das Leben am Mailänder Hof gewöhnt. Nun kehrte sie 1537 nach Brüssel zurück.

### Erste Witwenschaft
Der englische König Heinrich VIII. war nach dem Tod seiner dritten Frau Jane Seymour erneut auf Brautschau und zog für eine vierte Ehe auch die junge Mailänder Herzogswitwe in Betracht. Das Angebot, Christina zu heiraten, hatte der König von Kaiser Karl V. selbst erhalten, der zu jener Zeit Verbündete in seinem Krieg gegen Frankreich suchte. Heinrichs Gesandter am Brüsseler Hof beschrieb ihm Christina als „sehr nüchtern, sehr klug und fromm“. Zudem schwärmte er davon, dass sie „von angemessener Schönheit, sehr groß, von sanfter Sprechweise und angenehmen Wesen“ gewesen sei. Heinrich VIII. entsandte seinen Hofmaler Hans Holbein den Jüngeren nach Brüssel, um ein Porträt Christinas anfertigen zu lassen. Am 12. März 1538 saß sie Holbein für drei Stunden Modell. Das Gemälde befindet sich heute in der Londoner National Gallery und zeigt die 16-jährige mehr als zwei Jahre nach dem Tod ihres Mannes immer noch in Trauerkleidung, obwohl die damaligen Vorschriften nur sechs Monate verlangten.
Wie Christina über die erneuten Heiratspläne für sie dachte, ist nicht überliefert. Ihre oft in Form eines angeblichen Zitats angeführte Ablehnung der Heirat ist bis heute unbelegt. In Anspielung auf die Tatsache, dass Heinrich VIII. seine zweite Ehefrau unter falschen Anschuldigungen hatte köpfen lassen, soll sie gesagt haben, sie besäße nur einen Kopf. Hätte sie derer zwei, stünde einer davon zu Heinrichs Verfügung. Tatsache ist jedoch, dass dieser Christina zugeschriebene Ausspruch erstmals in Veröffentlichungen des 17. Jahrhunderts erscheint.
Die Ehe mit dem englischen König kam nicht zustande, denn nach dem Friedensvertrag von Nizza, in dem Karl V. und der französische König Franz I. einen 10-jährigen Waffenstillstand vereinbart hatten, war Heinrich VIII. für den Kaiser als Bündnispartner gegen Frankreich nicht mehr von Interesse.

### Herzogin von Lothringen

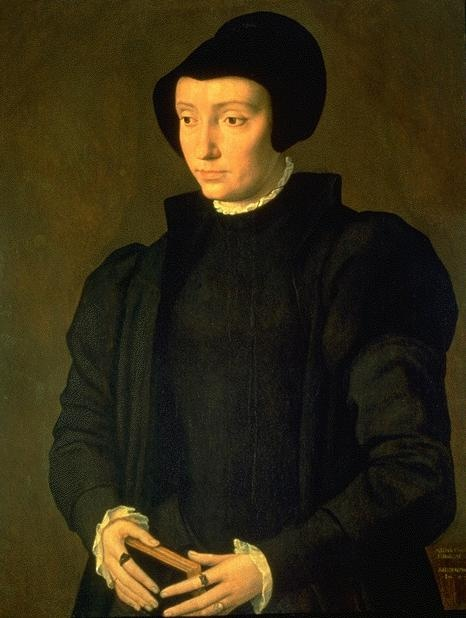
Porträt Christinas von Dänemark von Michiel Coxcie, 1545, Allen Memorial Art Museum Oberlin

Christina heiratete am 10. Juli 1541  in Brüssel Franz I., den ältesten Sohn des lothringischen Herzogs Anton des Guten. Obwohl auch diese Verbindung nur aus politischem Kalkül zustande kam, führte das Paar eine glückliche Ehe, der drei Kinder entstammten:
- Karl III., Herzog von Lothringen (* 15. Februar 1543; † 14. Mai 1608), benannt nach seinem kaiserlichen Großonkel Karl V.; ⚭ Claudia von Valois, Tochter König Heinrichs II. von Frankreich und Katharinas von Medici

- Renée (* 20. April 1544; † 22. Mai 1602), benannt nach ihrer Großmutter väterlicherseits, Renée de Bourbon-Montpensier (1494–1539); ⚭ Herzog Wilhelm V. von Bayern

- Dorothée (* 20. August 1545; † 2. Juni 1621); ⚭ 1) Herzog Erich II. von Braunschweig-Kalenberg, 2) Marc de Rye de la Palud, Marquis de Varabon und Graf de la Roche et Villersexel

Franz I., der seinem Vater 1544 als Herzog von Lothringen nachgefolgt war, starb bereits 1545; noch vor der Geburt seines dritten Kindes. Christina übernahm gemeinsam mit ihrem Schwager Nicolas de Lorraine-Mercœur für ihren erst zweijährigen Sohn Karl III. die Regentschaft im Herzogtum. Im November 1545 entschied die lothringische Adelsversammlung jedoch, dass Christina fortan allein regieren sollte.
Bedingt durch ihre Verwandtschaft mit den Habsburgern verfolgte Christina eine gegenüber Spanien freundliche Politik und konnte sich damit lange Zeit gegenüber dem französischen Königshaus behaupten. Gleichzeitig versuchte sie jedoch, die Neutralität Lothringens im Kampf zwischen Frankreich und dem Heiligen Römischen Reich zu wahren. Nach dem Vertrag von Chambord aber ließ der französische König Heinrich II. am 13. März 1552 Lothringen und die drei Reichsstädte und Bistümer (→ Trois-Évêchés) Metz, Toul und Verdun besetzen und sorgte damit für ein erneutes Aufflammen der kriegerischen Auseinandersetzungen zwischen Kaiser Karl V. und Frankreich. Christina wurde am 15. April 1552 ihres Amtes als Regentin enthoben und aus dem Herzogtum vertrieben. Ihren elfjährigen Sohn Karl III. brachte man nach Paris an den französischen Königshof, die Regentschaft über Lothringen ging an Nicolas de Lorraine-Mercoeur.

### Exil in Flandern und Rückkehr nach Lothringen
Christina flüchtete sich gemeinsam mit ihren beiden Töchtern erst auf ihre Besitzungen in Blâmont und Denœvre und ging nach einem Aufenthalt in Heidelberg anschließend nach Flandern. Dort verbrachte sie sechs Jahre im Exil, ehe sie im Mai 1558 erstmals nach Frankreich zurückkehrte, um ihren Sohn Karl wiederzusehen.
Nach dessen Hochzeit mit Claudia von Valois, der Tochter des französischen Königs, vermittelte Christina von Dänemark gemeinsam mit ihm einen Friedensvertrag zwischen Heinrich II. von Frankreich und Philipp II. von Spanien, der am 3. April 1559 in Le Cateau-Cambrésis geschlossen wurde. Der spanische König dachte sogar daran, sie als Nachfolgerin von Emanuel Philibert von Savoyen zur Statthalterin der habsburgischen Niederlande zu ernennen, zumal Christina von der Mehrheit der flandrischen Adeligen auf diesem Posten favorisiert wurde, doch Philipps Wahl fiel schlussendlich zugunsten seiner Halbschwester Margarethe von Parma aus. Im November 1559 ging Christina wieder nach Nancy, um ihren Sohn bei der Regierung seines Herzogtums zu unterstützen.

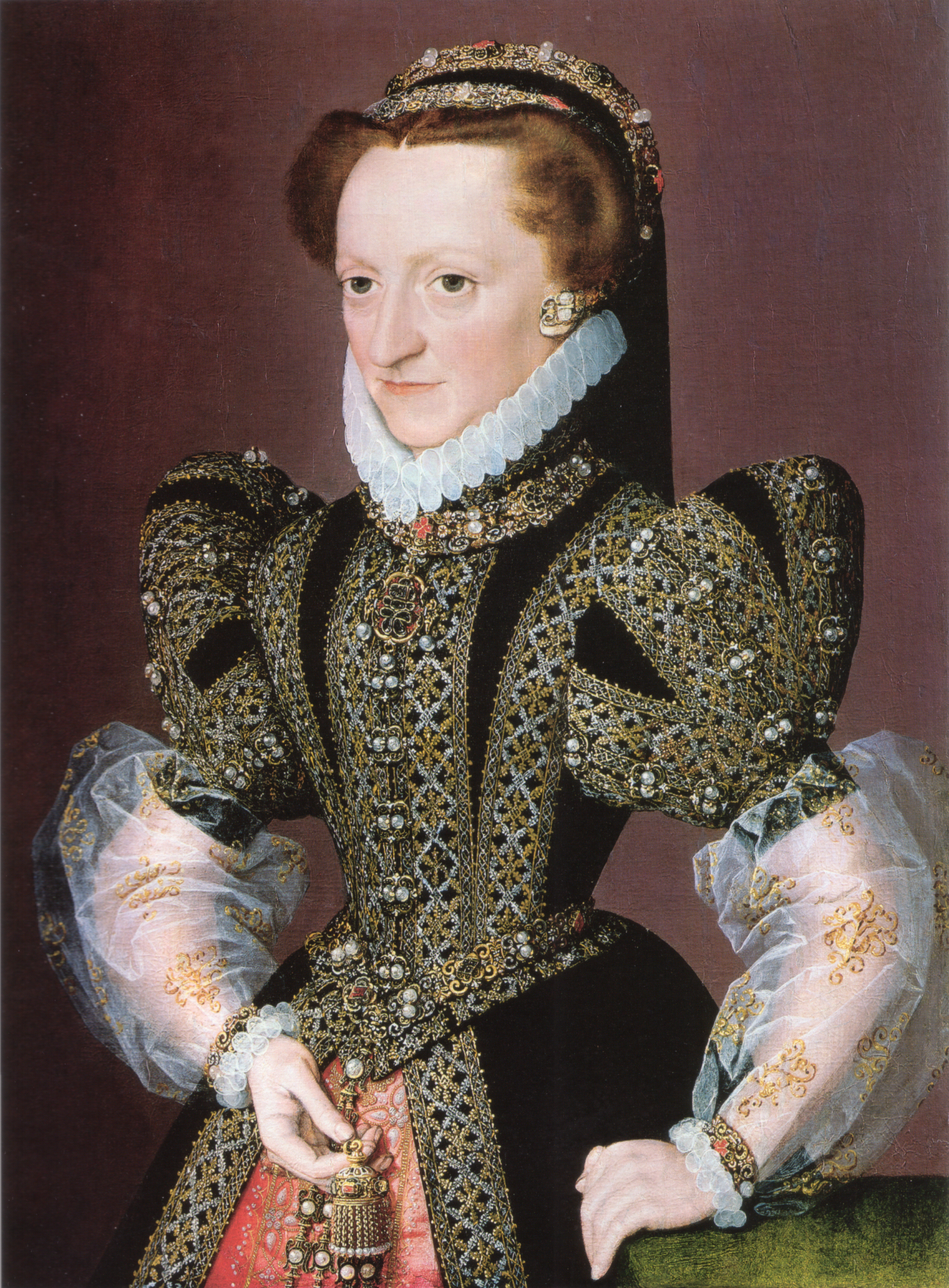
Christina als verwitwete Herzogin von Lothringen, 1568/72

### Die letzten Jahre
Ab 1567 lebte Christina auf Schloss Friedberg in Bayern. 1578/79 zog sich Christina nach Italien zurück und verbrachte ihre letzten Jahre auf ihrem Witwensitz im mailändischen Tortona, der ihr durch ihre erste Ehe mit Francesco II. Sforza zugefallen war. Ihr genauer Sterbeort ist bisher unbekannt. Sie starb 1590 in Tortona oder Alessandria. Als Sterbedatum werden in der Literatur sowohl der 10. August als auch der 10. September des gleichen Jahres angeführt. Sie wurde an der Seite ihres zweiten Ehemanns in der Krypta der herzoglichen Kapelle in der Église des Cordeliers in Nancy beigesetzt.

## Thronansprüche
Christinas Vater hatte während seiner Gefangenschaft 1549 offiziell für sich und seine Nachkommen die Ansprüche auf den dänischen Thron fallen gelassen und damit implizit auch auf den Thron Norwegens und Schwedens verzichtet. Christina erkannte diesen Verzicht ihres Vaters jedoch nie an. Nachdem Christian II. von Dänemark 1559 verstorben war und ihre ältere Schwester Dorothea keine Thronansprüche geltend machte, reklamierte sie den dänischen Thron für sich. In der Zeit von 1563 bis 1569 unterzeichnete Christina offizielle Urkunden mit dem Zusatz „Königin von Dänemark“, obgleich sie diesen Anspruch niemals militärisch durchzusetzen versuchte.

## Literarische Rezeption
- Helle Stangerup: Prinzessin Christine, übersetzt von Lothar Schneider, ECON-Taschenbuch-Verlag, Düsseldorf 1994, ISBN 978-3-612-27092-4.